# 福岡市立早良小学校
福岡市立早良小学校（ふくおかしりつ さわらしょうがっこう）は、福岡県福岡市早良区早良一丁目にある公立小学校。

## 校勢
2016年5月1日現在
- 学級数 - 単式学級6学級、特別支援学級1学級
- 児童数 - 193人（うち特別支援学級2人）

## 歴史
- 1984年（昭和59年） - 福岡市立内野小学校、福岡市立入部小学校から分離し開校。

## 通学区域
早良区の以下の地区。
- 大字内野（一部）
- 大字東入部（一部）
- 西入部（一部）
- 早良1丁目 - 7丁目
- 大字西1839,1841

早良区中央部の室見川左岸の一帯。校区の多くが丘陵地に造成された住宅地である。学校は国道263号と室見川に挟まれた場所に位置し、室見川と小笠木川の合流点に近い。最寄のバス停留所は西鉄バス『富士ヶ丘』バス停。
中学校は早良中学校の校区。

### 校区が隣接する小学校
- 福岡市立入部小学校
- 福岡市立内野小学校

### 校区内の主な施設
- 福西会南病院
- さわら保育園
- 日吉神社
- 国道263号
- 福岡県道558号内野次郎丸弥生線

## 校歌
- 作詞：平川正德
- 作曲：久木原栄一

## 著名な出身者
- 福田満樹 - 北米独立リーグ野球選手